# Illange

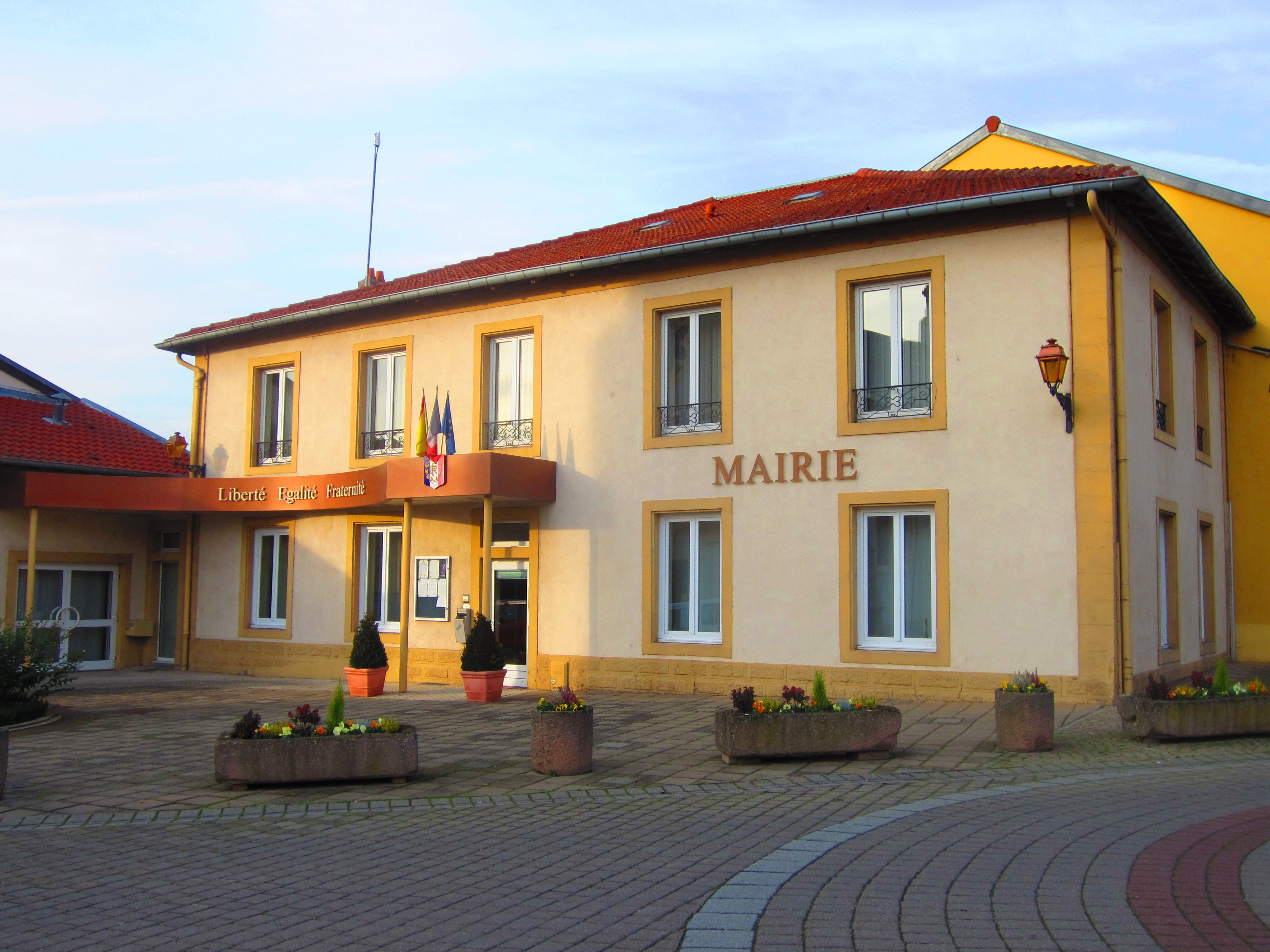
Rathaus Illange

Illange (deutsch Illingen, lothringisch Illéngen) ist eine französische Gemeinde mit 1785 Einwohnern (Stand 1. Januar 2022) im Département Moselle in der Region Grand Est (bis 2015 Lothringen). Sie gehört zum Arrondissement Thionville und zum Kanton Yutz.

## Geographie
Das Dorf liegt unweit des rechten Moselufers, etwa vier Kilometer südöstlich von Thionville (deutsch Diedenhofen) und zehn Kilometer westlich von Metzervisse (Metzerwiese) unmittelbar nordöstlich der alten deutsch-französischen Sprachgrenze auf einer mittleren Höhe von 178 m. Zum 5,71 km² umfassenden Gemeindegebiet gehört auch der Großteil des Moselhafens auf der linken Moselseite, zu dem es vom Kernort aber keine Straßenverbindung gibt.

## Geschichte
Der Ort gehörte früher zum Bistum Trier.
Auf der Gemarkung des Dorfs stand das Schloss Meilberg, einst Sitz der vom Luxemburg abhängigen Herrschaft Milbourg. Überlieferte Namen des Schlosses sind Mirabel (1279), Malberc (1304), Mailberch (1323), Mailburg (1328), Milbourg (1681) und  Le Château de Malbroug (1756).  Es soll auf dem Terville (Terwen) gegenüberliegenden Berghügel gestanden, sich jedoch nichts davon erhalten haben; nach anderen Angaben sollen im späten 19. Jahrhundert im Wald des Dorfs noch Ruinen des Schlosses vorhanden gewesen sein. Von der Bevölkerung der Umgegend wurde es im 19. Jahrhundert „Malborough“ genannt. 1484 war ein Friedrich von Milbourg Herr auf Hamm.
Durch den Frankfurter Frieden vom 10. Mai 1871 kam die Region an das deutsche Reichsland Elsaß-Lothringen, und das Dorf wurde dem Kreis Diedenhofen-Ost im Bezirk Lothringen zugeordnet. Die Dorfbewohner betrieben Getreideanbau, Weinbau und Viehzucht. Nach dem Ersten Weltkrieg musste die Region aufgrund der Bestimmungen des Versailler Vertrags 1919 an Frankreich abgetreten werden und wurde Teil des Département Moselle. Im Zweiten Weltkrieg war die Region von der deutschen Wehrmacht besetzt.

### Bevölkerungsentwicklung
| Jahr      | 1962 | 1968 | 1975 | 1982 | 1990 | 1999 | 2007 | 2019 |
| Einwohner | 700  | 1276 | 1360 | 1729 | 2071 | 2130 | 2059 | 1835 |

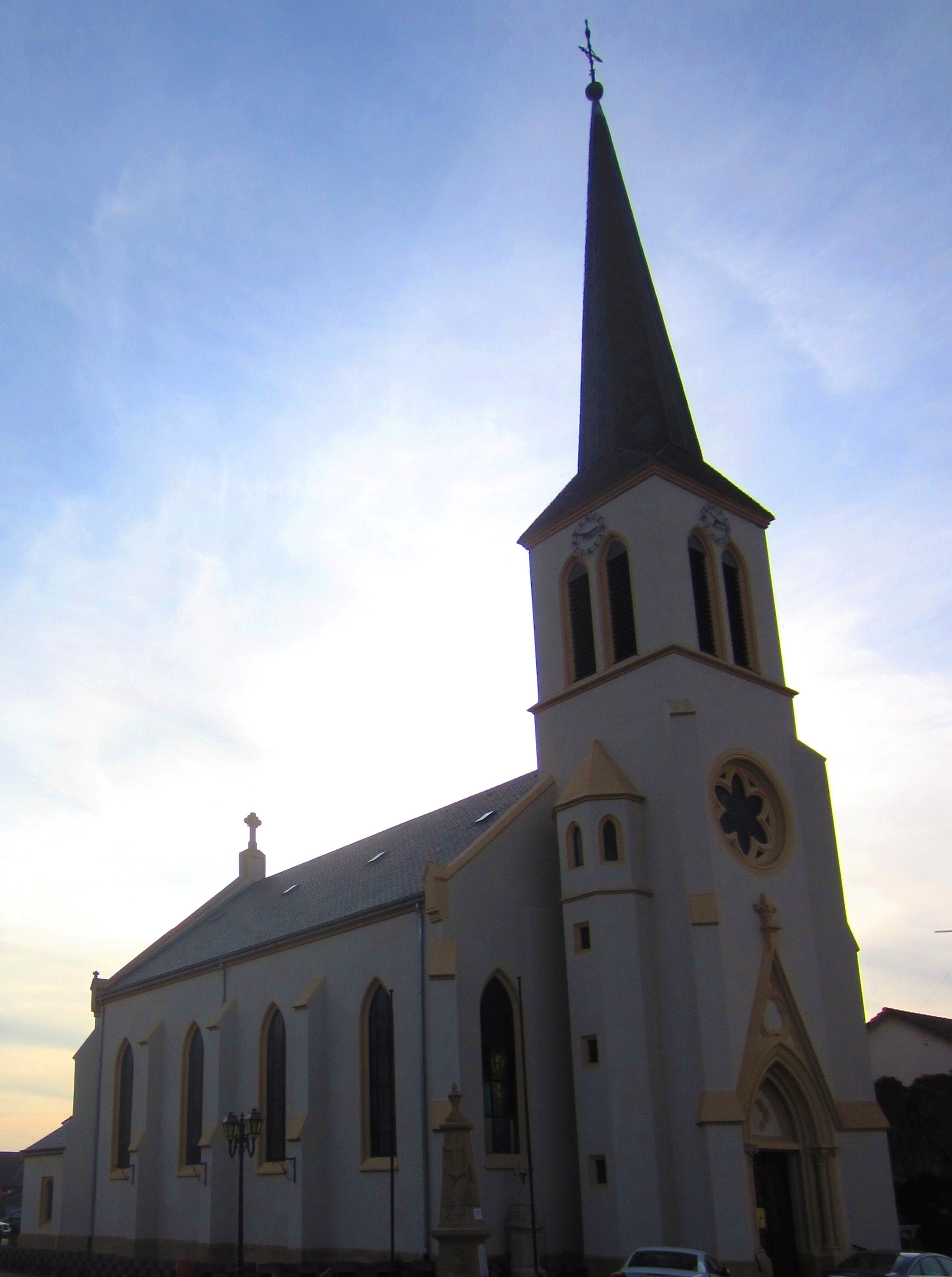
Kirche St. Hubert
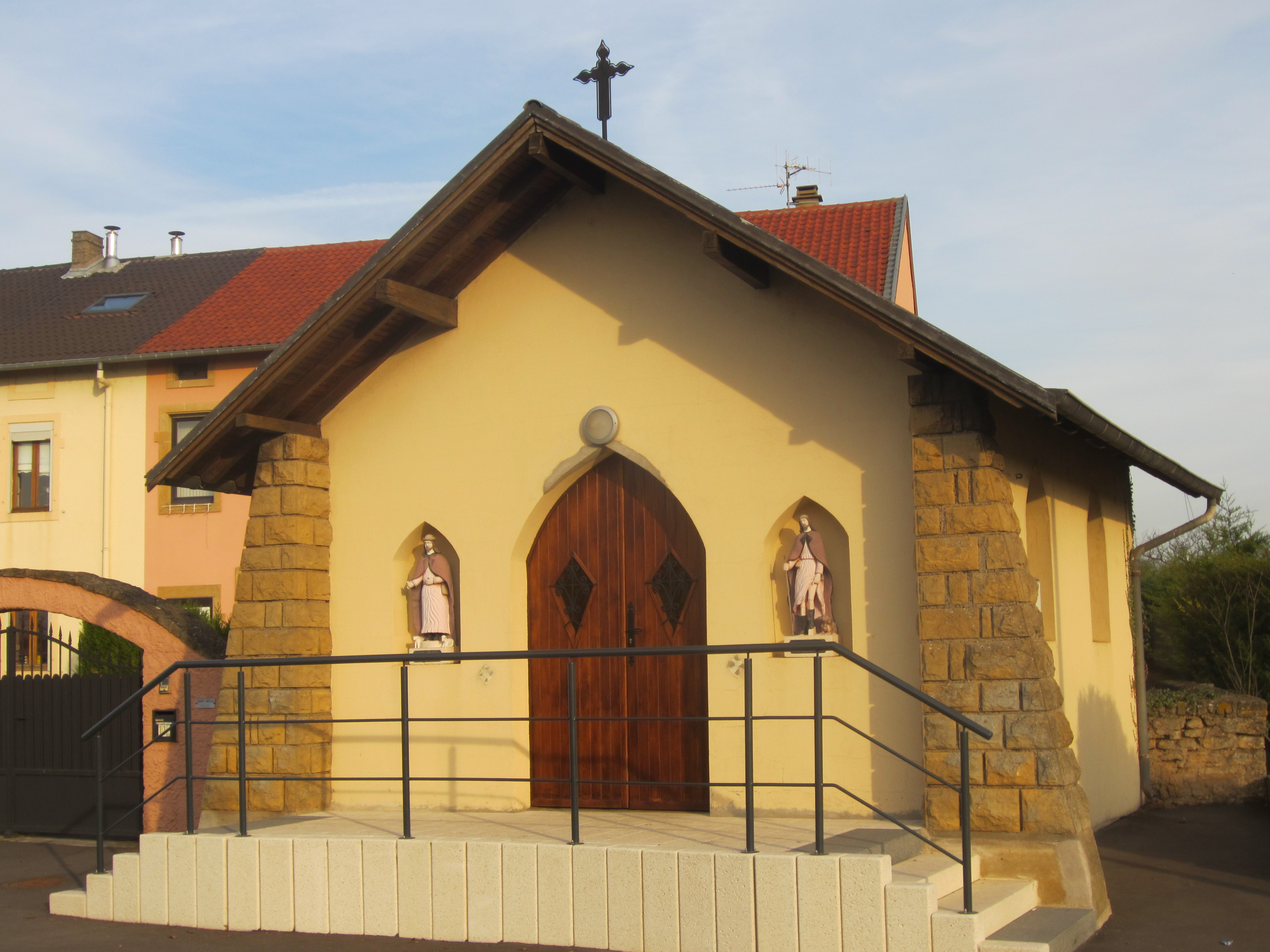
Kapelle St. Roch
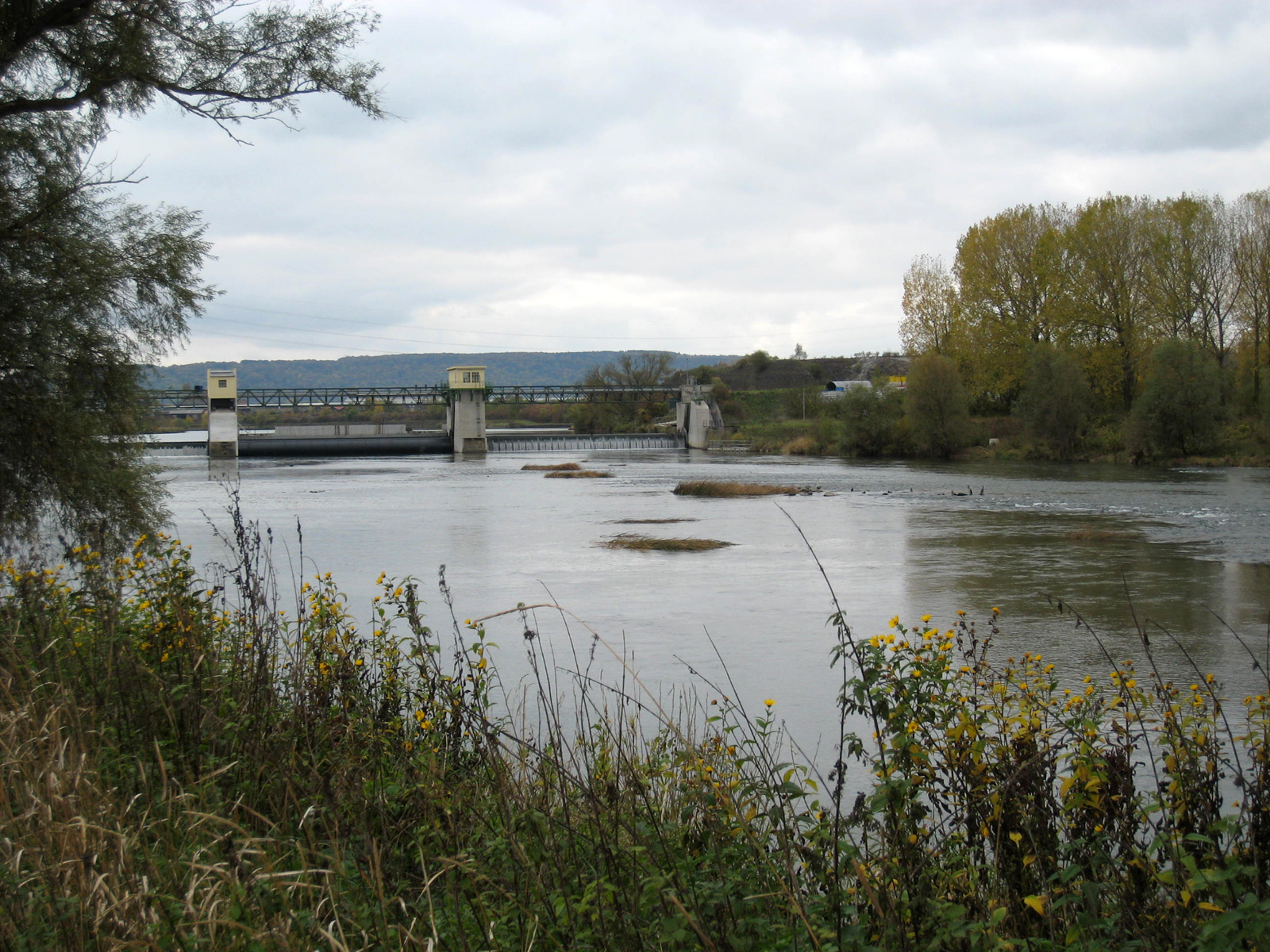
Staustufe der Mosel westlich des Dorfs
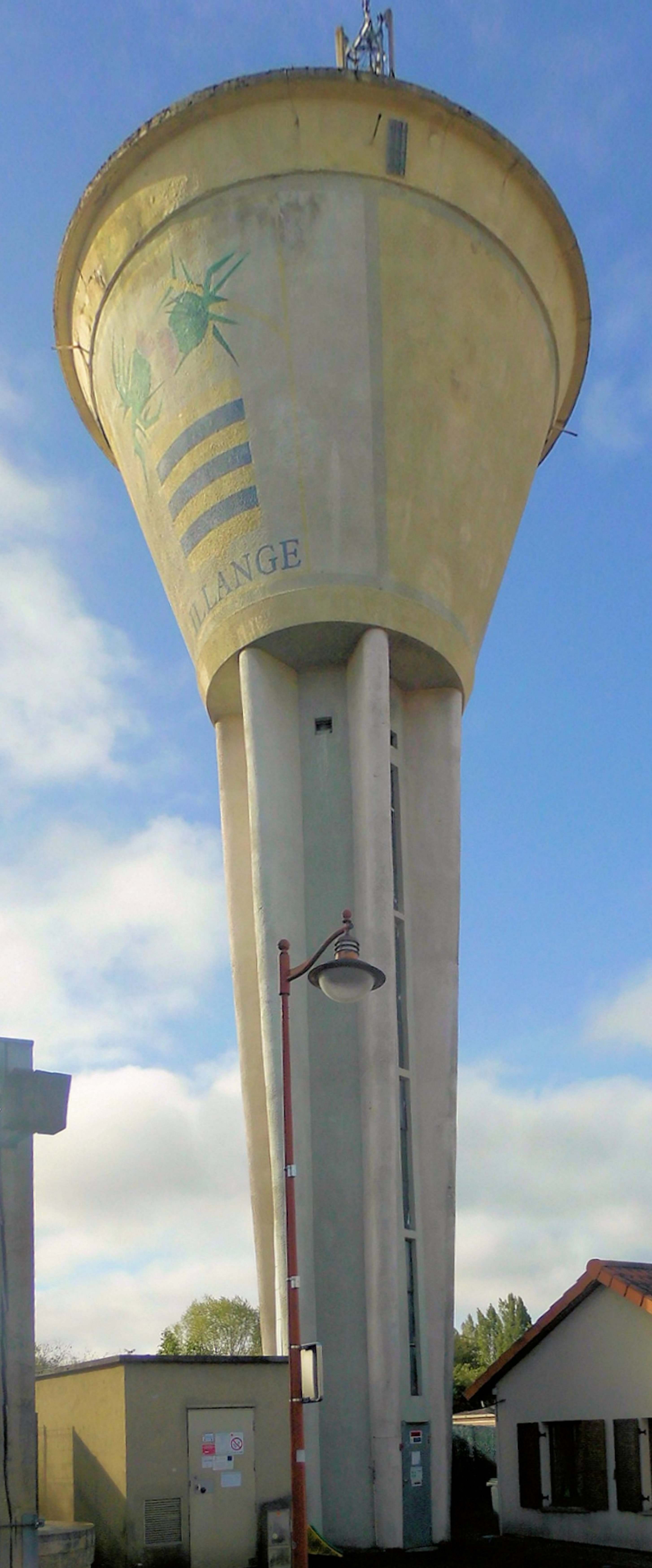
Wasserturm